# Terra preta
Terra preta (que significa ‘tierra negra’ en portugués) es un término que se utiliza para referirse a un tipo de suelo oscuro y fértil encontrado en la cuenca del río Amazonas. También se denomina «tierra negra del Amazonas», «tierra negra antropogénica», «tierra negra arqueológica» o «tierra negra india», aportando cada expresión un matiz diferente. En portugués, la expresión completa es terra preta de índio.
La terra preta posee una gran fertilidad y ello la diferencia claramente de los suelos rojizos o amarillentos y mucho más estériles que predominan en la Amazonia: oxisoles (con predominancia de óxidos minerales) y ultisoles (totalmente carentes de material calcáreo). Se cree que la terra preta es el resultado de la modificación pedológica o edafológica, química y mineral de suelos preexistentes, como consecuencia de las actividades de las culturas indígenas que habitaban la región antes de la llegada de los europeos. La gran cantidad de cerámicas y objetos de origen humano encontrados en esas tierras apunta claramente a su origen antropogénico.
La fertilidad natural de este suelo y su alta resistencia a la descomposición de la materia orgánica, así como su gran capacidad para retener nutrientes y agua, lo han convertido en los años 2000 en objeto de varios programas de investigación sobre fertilidad y agricultura sostenible.

## Propiedades principales
La terra preta consiste en una compleja mezcla:
- Suelo «natural» (amarillo o rojizo y estéril, en el caso de la Amazonia).
- Carbón vegetal.
- Fragmentos de objetos de cerámica.
- Desechos orgánicos como residuos vegetales, heces animales y huesos de pescado.
- Varios miles de microorganismos diferentes.

La terra preta es muy fértil y esto representa una anomalía respecto a los suelos relativamente estériles de la selva amazónica. Mientras que los suelos amazónicos normales requieren periodos de barbecho de entre 8 y 10 años, con la terra preta pueden bastar seis meses de descanso para que la tierra se recupere. Se conoce al menos un caso en el que un suelo de este tipo ha estado en cultivo continuo durante más de 40 años sin aporte externo de fertilizantes.
La gran fertilidad de la terra preta se explica principalmente por su alto contenido en un tipo especial de materia orgánica carbonosa y en nutrientes como nitrógeno, fósforo, potasio y calcio. Además, el carbón vegetal reduce significativamente la pérdida de nutrientes a causa de la lluvia, por retenerlos con fuerza en los agregados del suelo.
Existe una importante diversidad de composiciones de terra preta entre diferentes localidades e incluso en un mismo sitio. Aunque no existe una definición universalmente aceptada, toda terra preta tiene cuatro características básicas: color oscuro; alto contenido en carbón vegetal; alta fertilidad y origen humano.
Para clasificarlas se han propuesto dos grandes familias: la terra preta propiamente dicha, muy oscura y con gran contenido de cerámica y restos animales, y la terra mulata, de color más pardo, con menos restos de origen humano y que normalmente se extiende sobre grandes superficies alrededor de las parcelas de tierra negra.

## Localización

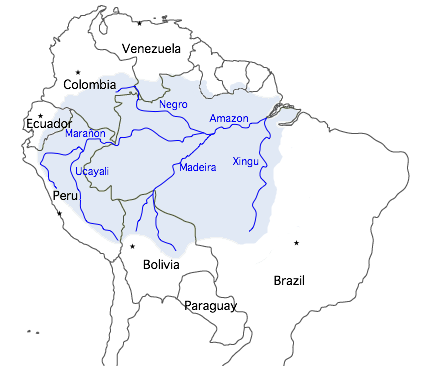
Curso del río Amazonas, algunos afluentes y extensión aproximada de su cuenca.

Se han hallado parcelas de terra preta en toda la cuenca del Amazonas, principalmente en Brasil a lo largo de las orillas del río y en su desembocadura, en la isla de Marajó. Más recientemente se ha identificado el mismo tipo de suelos en zonas de Ecuador, Perú y Guayana Francesa. En el continente africano (Benín, Liberia y Sudáfrica) se han detectado tipos de suelos parecidos pero cuyo carbón vegetal parece no atesorar las cualidades de estos suelos amazónicos.
Las parcelas promedian las 20 hectáreas (ha) pero se han encontrado algunas con hasta 350 ha (hectáreas) de extensión. Se ha estimado que la superficie total cubierta por terra preta puede representar entre los 6000 y 60 000 km² (kilómetros cuadrados), equivalentes a un intervalo entre 0,1 % y el 1 % del total (si bien otro cálculo más reciente, basado en el uso un modelo matemático experimental, estima que la extensión potencial es mucho más elevada: hasta 154 000 km², es decir el 3,2 % de la cuenca amazónica. Se utilizarán avanzadas técnicas satelitales para aportar más información sobre este tema).Por lo que hasta ahora se sabe, las parcelas de terra preta son más frecuentes y de mayor extensión a lo largo de los cursos medios y bajos de los ríos principales, en particular en torno a las confluencias y las cataratas. Existen, sin embargo, zonas de la cuenca amazónica en las que no se ha encontrado terra preta y se conocen casos de sitios que han sido habitados durante largos periodos de tiempo sin que se haya formado este tipo de suelo. En general, la distribución geográfica de la terra preta no se corresponde con la existencia de un tipo particular de suelo "natural" o de alguna condición medioambiental específica.
En la terra preta el horizonte superior con restos de carbón forma estratos de en torno a 50 cm (centímetros) de espesor, pudiendo alcanzar los 2 m (metros) de profundidad en algunos casos. Esto contrasta con sus análogos horizontes organominerales de los suelos naturales (capa fértil) del resto de la Amazonia, cuya profundidad no suele exceder de 20 cm de espesor. Los horizontes subsuperficiales son en ambos casos muy profundos (varios metros) aunque muy pobres en nutrientes.

## Pedología
La terra preta se define como un tipo de latosol que tiene una fracción de carbono entre alta y muy alta (más de 13-14 % de materia orgánica) en su horizonte A, el lecho más próximo a la superficie, pero sin características hidromórficas. Presenta variaciones importantes en su composición. Por ejemplo, los jardines más próximos a las viviendas recibían más nutrientes que los campos más alejados.
Los procesos responsables de la formación de los suelos de terra preta son:
1. Incorporación de carbón vegetal.
2. Incorporación de materia orgánica y nutrientes.
3. Acción de los microorganismos y animales del suelo.

### Incorporación de carbón vegetal

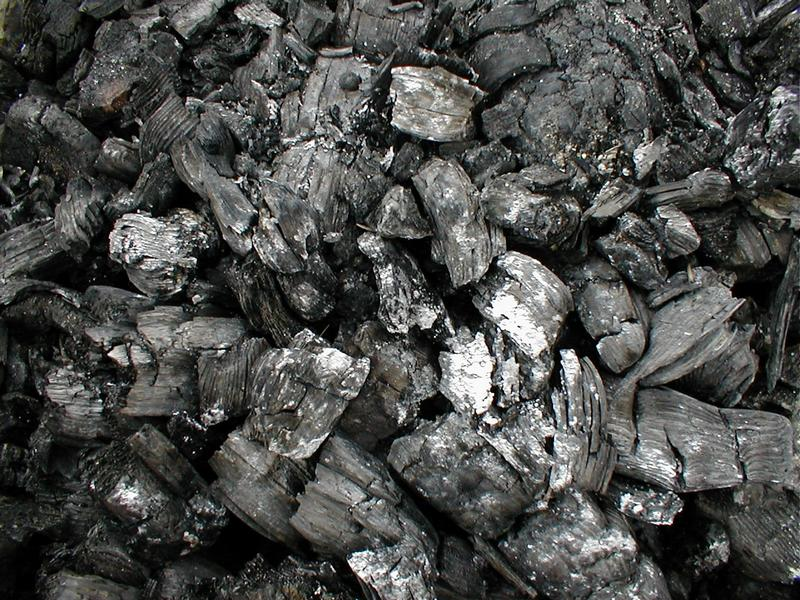
Carbón vegetal.

El carbón vegetal, fabricado a partir de madera (u otros materiales orgánicos resistentes) mediante un proceso de pirólisis a baja temperatura con un aporte limitado de oxígeno, al ser añadido a suelos pobres les aporta carbono muy resistente a su mineralización. William Woods (Universidad de Kansas) ha medido en la terra preta hasta un 9 % de negro de carbón, frente a solamente un 0,5 % para los suelos de los alrededores. Bruno Glaser ha encontrado hasta un 70 % más de carbono que en los ferralsoles (oxisoles) vecinos, con valores medios de aproximadamente 50 toneladas de carbono por hectárea de superficie y metro de profundidad.
La investigadora finlandesa Janna Pitkien ha llevado a cabo ensayos sobre materiales de alta porosidad como zeolitas, carbón activado y carbón vegetal en los que descubrió que el carbón vegetal mejora substancialmente el crecimiento bacteriano.
La estructura química del carbón presente en la terra preta se caracteriza por grupos aromáticos policondensados. Estas estructuras confieren una prolongada estabilidad biológica y química y, además, una gran capacidad de retención de nutrientes tras el proceso de pirólisis. El carbón vegetal fabricado a partir de madera a baja temperatura (pero no el que se obtiene de plantas herbáceas) posee una capa interna de condensados de aceites vegetales que los microbios pueden utilizar como alimento. Si por el contrario la madera se carboniza a alta temperatura, esta capa desaparece y el suelo no gana mucho en fertilidad.
Se ha demostrado también que la formación de estructuras aromáticas condensadas depende del proceso de fabricación del carbón. La pirólisis lenta en atmósfera pobre en oxígeno crea grupos carboxílicos que aumentan la capacidad de intercambio catiónico con el suelo.
Las partículas de negro de carbón están formadas por un núcleo altamente aromático que, incluso tras varios milenios en el suelo, presenta las características del carbón recién fabricado. Alrededor de este núcleo se disponen otras formas de carbono carboxílico y fenólico distintas del núcleo en su estructura.
Se considera que el carbón vegetal es decisivo para que el cultivo sobre terra preta sea sostenible y se ha comprobado experimentalmente que la adición de carbón vegetal a un ferralsol aumenta considerablemente su productividad vegetal. Desafortunadamente, aún no se han entendido plenamente ni su proceso de fabricación ni el origen de sus excelentes propiedades, no igualadas aún por los productos comerciales de carbono vegetal denominados biochar.

### Incorporación de materia orgánica y nutrientes
La porosidad del carbón vegetal aumenta la capacidad del suelo para retener materia orgánica, agua y nutrientes orgánicos disueltos.Por desgracia también facilita la retención de contaminantes como los pesticidas y los hidrocarburos aromáticos policíclicos.

#### Materia orgánica
El alto potencial de adsorción de moléculas orgánicas y agua se debe a la estructura porosa del carbón.La terra preta contiene por ello hasta tres veces más materia orgánica que los suelos pobres de los alrededores, llegando hasta un 15 % en peso y hasta 1 o 2 m (metros) de profundidad.De hecho, se ha propuesto restringir la definición de terra preta a aquellos suelos que contienen al menos 2 % de materia orgánica a 50 cm (centímetros) de profundidad.
Esta acumulación de materia orgánica en suelos tropicales húmedos es sorprendente porque en ellos se dan las condiciones óptimas de degradación.También es llamativo que estos antrosoles se regeneren a pesar del clima tropical húmedo y de tasas de mineralización rápidas.La explicación reside en gran parte en que la materia orgánica resulta estabilizada por los residuos de la combustión incompleta de la biomasa.

#### Nutrientes
Los suelos de terra preta presentan también cantidades de nutrientes más altas que las de los suelos que les rodean, debido a que su mejor retención hace que no sean fácilmente lavados por el agua pluvial o de riego.La concentración de fósforo (P) alcanza los 200-400 mg/kg (miligramos por kilogramo) de tierra.
La de nitrógeno (N) también es más alta pero este nutriente se encuentra inmovilizado debido a la alta relación entre carbono y nitrógeno en este tipo de suelos. Tanto el fósforo como el nitrógeno escasean mucho en los suelos naturales de la región.
La disponibilidad de P, Ca, Mn y Zn es claramente superior a la de los oxisoles vecinos. La absorción de P, K, Ca, Zn y Cu aumenta con la cantidad de carbón presente. Se ha encontrado experimentalmente que la productividad de una terra preta sin abono es en torno a un 40 % superior a la de un oxisol fertilizado. El tamaño de los trozos de carbón vegetal no parece tener mucha importancia. La lixiviación de los nutrientes del antrosol es mínima a pesar de su abundante disponibilidad. Esto explica su gran fertilidad. Sin embargo, cuando se añaden nutrientes inorgánicos al suelo su drenaje supera al del ferralsol fertilizado.
En cuanto a las fuentes potenciales de nutrientes, solamente el carbono y el nitrógeno pueden ser producidos in situ (via fotosíntesis y fijación biológica, respectivamente). Todos los otros elementos (P, K, Ca, Mg, etcétera) deben ser añadidos al suelo. Los suelos naturales de la Amazonia (oxisoles, acrisoles, lixisoles, arenosoles, uxisoles, etcétera) apenas contienen estos elementos debido a que la intensa lixiviación imposibilita el compostaje in situ de la biomasa. En el caso de la terra preta solamente son posibles las fuentes de nutrientes primarias y secundarias. Se han identificado las siguientes:
- Excrementos humanos y animales (ricos en P y N).
- Restos animales como huesos de mamíferos, espinas de pescado o caparazones de tortuga (ricos en P y Ca).
- Cenizas de combustiones incompletas (ricas en Ca, Mg, K, P y carbón).
- Biomasa de plantas terrestres.
- Biomasa de plantas acuáticas, por ejemplo algas.

La saturación en pH y en base es más importante que en los suelos de los alrededores.

### Acción de los microorganismos y animales del suelo

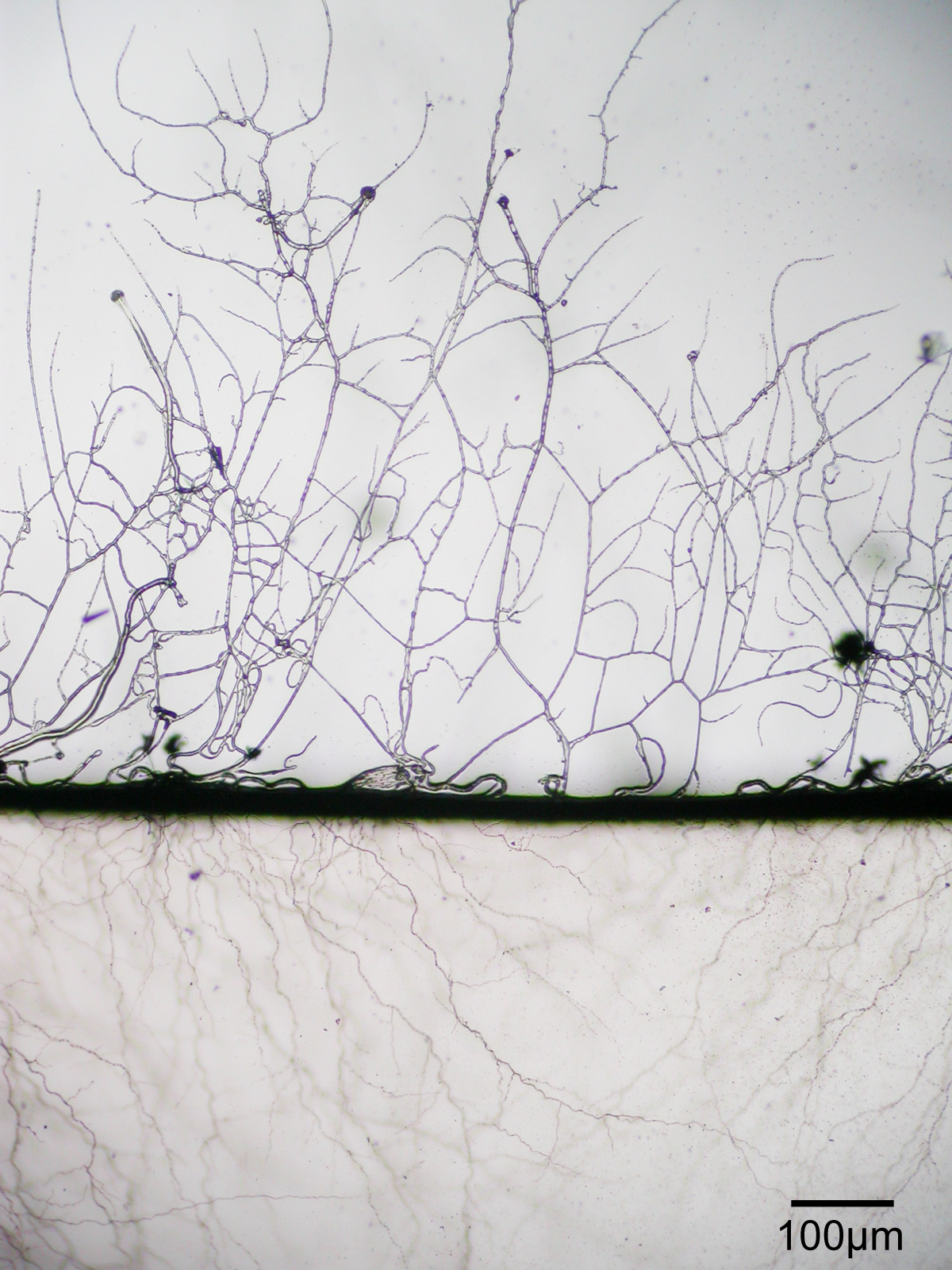
Hifas de Aspergillus niger productora de negro de carbón biológico.

Las bacterias y hongos viven y mueren en el interior del medio poroso, aumentando así su cantidad de carbono. Sin embargo, los poros de carbón "fresco" deben ser "cargados" primero para poder funcionar como biotopo.
Hasta ahora (2008) no se ha identificado ningún microorganismo particular como responsable de la formación de terra preta. En trabajos recientes se ha señalado una producción significativa de negro de carbón biológico por el Aspergillus niger bajo condiciones tropicales húmedas.
También se ha encontrado que la lombriz Pontoscolex corethrurus, ampliamente extendida por toda la Amazonia, es capaz de incorporar partículas de carbón vegetal al suelo y de molerlas finamente. El proceso de formación de terra preta podría haber consistido, por tanto, en la deposición repetitiva de capas finas de carbón vegetal por los indígenas seguida de la acción de esta lombriz.

## Origen

### Origen antropogénico
La teoría más aceptada actualmente es que la terra preta amazónica es el producto de la actividad de las sociedades humanas que habitaron la región antes de la llegada de los europeos. Las muestras más antiguas han sido datadas entre el 800 a. C. y el 500 de nuestra era mediante la técnica del carbono-14, aplicada a la materia orgánica contenida en el suelo.
La prueba más clara de su origen antropogénico es la presencia de cerámica en su seno. Otro indicio es que las parcelas de terra preta suelen coincidir con poblados humanos actuales o pasados. No está claro, sin embargo, si los indígenas precolombinos diseñaron y fabricaron intencionadamente esta tierra para mejorar la fertilidad del suelo o bien fue un producto involuntario de sus asentamientos. El consenso más extendido es que la terra preta propiamente dicha se formó involuntariamente pero que la terra mulata circundante probablemente obedeció a un proceso intencional.

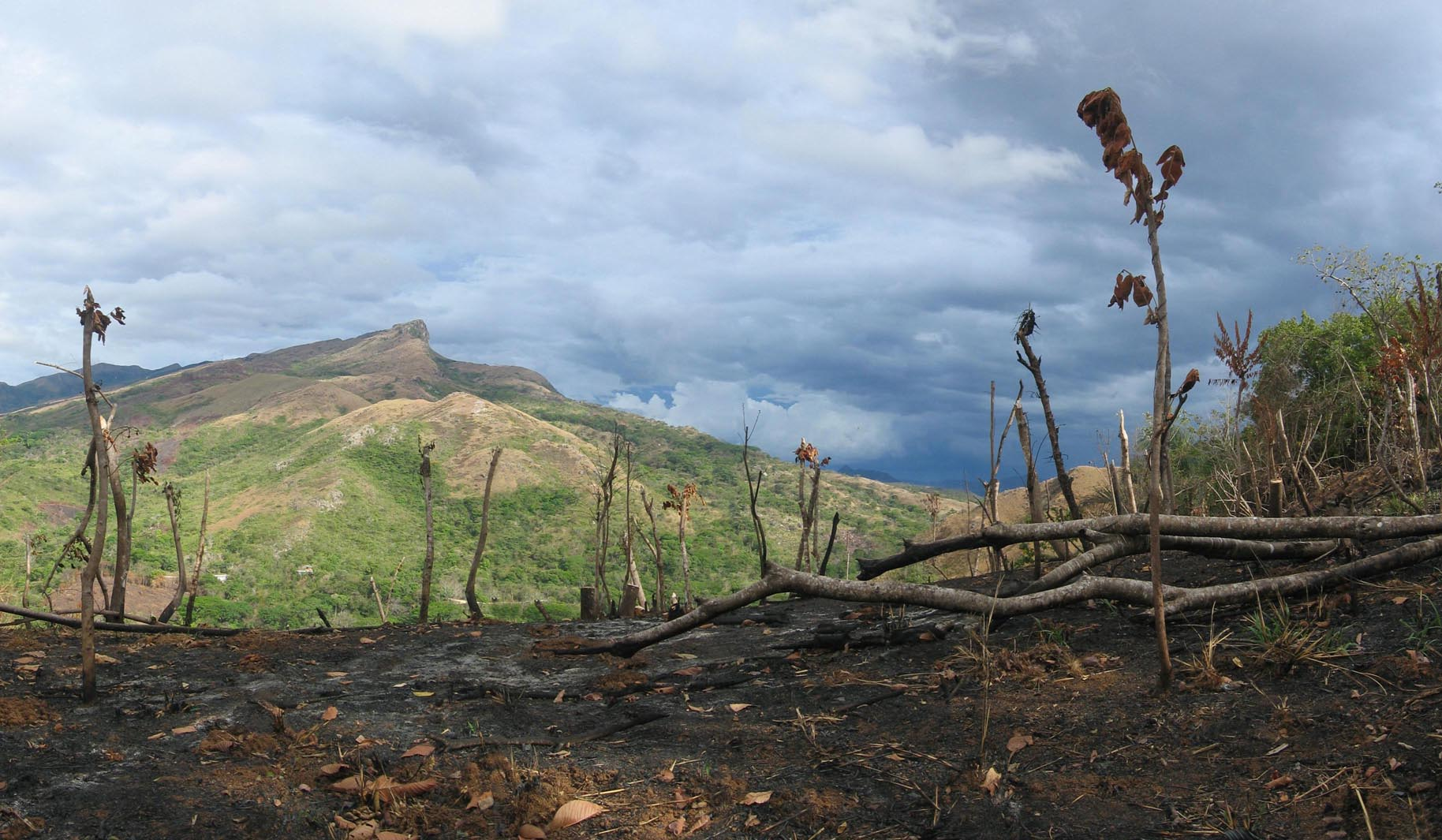
Terreno talado y quemado.

Debido a su elevado contenido de carbón vegetal se cree que estos suelos podrían ser el producto de una técnica indígena denominada «tala y carbonización» (slash-and-char en inglés), consistente en someter la madera a una pirólisis a baja temperatura. Esta técnica es diferente de la «tala y quema» usada por los agricultores brasileños actuales, en la cual la madera se quema completamente dejando solamente cenizas en el suelo. Las cenizas son arrastradas fácilmente por el agua de lluvia, quedando el suelo desprovisto de nutrientes y estéril. Con la carbonización, por el contrario, el carbón vegetal formado retiene los nutrientes y conserva la fertilidad.
Además de la cerámica y el carbón vegetal, en la terra preta se encuentran otros residuos de actividades humanas como restos de alimentos, excrementos, materiales de construcción (tejados de palmas) y conchas. Los restos de pescados y mariscos, alimentos de gran importancia en la dieta de los indígenas amazónicos, podrían explicar el alto contenido en fósforo y calcio de estos suelos.

### Civilizaciones amazónicas
El origen antropogénico de la terra preta implica que la Amazonia debe haber albergado poblaciones sedentarias densas en los siglos que precedieron a la llegada de los europeos. Mientras que algunos historiadores acogen con escepticismo esta idea, un número creciente de indicios históricos, arqueológicos y etnográficos están contribuyendo a identificar y a caracterizar estas culturas amazónicas.

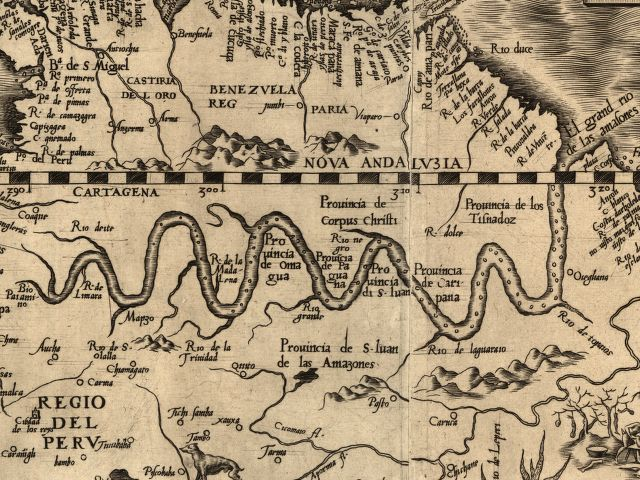
La cuenca del Amazonas en un mapa español de 1562.

El conquistador español Francisco de Orellana fue el primer europeo en descender el río Amazonas en 1542, en busca del mítico El Dorado. Su cronista, Gaspar de Carvajal, informó que la zona estaba densamente habitada, sugiriendo niveles de población y urbanización superiores incluso a los actuales. Casi un siglo más tarde, en 1639, una nueva expedición capitaneada por Pedro Texeira confirmó estas observaciones. En palabras del cronista de la expedición, el jesuita Cristóbal de Acuña:

Casi con las primeras vistas de aquella parte de América que hoy tiene el nombre de Perú, nacieron en nuestra España, aunque por confusas noticias, encendidos deseos del descubrimiento del gran Río de las Amazonas, llamado por error común, entre los pocos vistos en la Geografía, río del Marañon, no solo por las muchas riquezas, de que fue siempre sospechoso; ni por la multitud de gente que mantenían sus orillas, ni por la fertilidad de sus tierras, y temples apacibles de su habitación, sino principalmente, por entender, con no pequeños fundamentos, que él era la única canal, y como calle mayor, que recorriendo por el riñón del Perú, se sustentaba de todas las vertientes que al mar del Norte tributaban sus encumbradas cordilleras.
Cristóbal de Acuña, Nuevo Descubrimiento del río Amazonas

Charles-Marie de la Condamine fue el primer científico en recorrer el Amazonas, en 1743. En su relato afirma que las orillas habían estado muy pobladas un tiempo atrás pero que en aquel momento quedaban ya pocos indígenas, la mayoría agrupados en misiones jesuitas.

El 27 por la mañana arribamos a la misión de San Joaquín, compuesta de varias naciones indias y sobre todo de la de los omaguas, nación antiguamente poderosa y que poblaba aun hace un siglo las islas y orillas del Amazonas en un trecho de unas doscientas leguas aguas abajo del Napo.
Charles-Marie de la Condamine, Voyage sur l'Amazone

Las expediciones de siglos posteriores no encontraron rastro de estas civilizaciones y con el paso del tiempo el relato de Carvajal pasó a ser denigrado como pura fantasía. La existencia misma de civilización en la Amazonia fue calificada de imposible por historiadores como Betty Meggers, del Smithsonian Institute, con el argumento de que el estéril suelo amazónico es incapaz de soportar cultivos agrícolas de forma duradera.

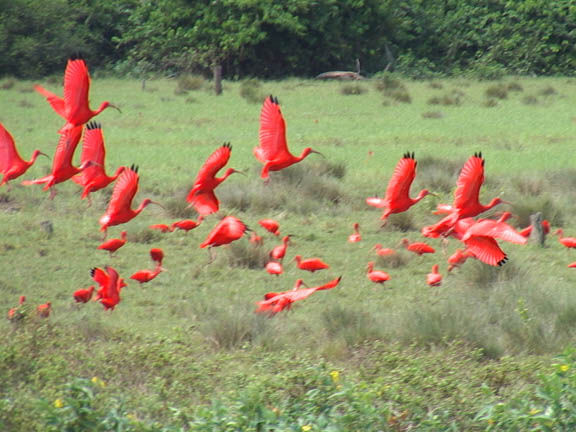
Corocoros volando sobre el ecotono de la isla Marajó, principal región de parcelas de terra preta, en la desembocadura del río Amazonas.

En las últimas décadas han aparecido, sin embargo, varios indicios de la existencia de civilizaciones precolombinas en la cuenca del Amazonas, incluso en zonas muy alejadas de la costa. El etnólogo Michael Heckenberger ha señalado la existencia de una aristocracia hereditaria en el seno de algunas tribus amazónicas actuales, una anomalía para una sociedad sin cultura agraria sedentaria. El lingüista William Balée ha notado que un grupo indígena de los Llanos de Moxos (en la Amazonia boliviana) que vive sobre una parcela de terra preta designa cultivos como el maíz y el algodón mediante palabras que tienen al menos dos mil años de edad. El arqueólogo Clark Erickson ha hallado restos de una vasta red de caminos amplios y rectilíneos así como de extensos cultivos en terrazas también en los Llanos de Moxos. (Véase también Culturas de la sabana inundable).
Si efectivamente existieron civilizaciones con gran población en la Amazonia, ello implicaría que en algún punto entre los siglos XVI y XIX debieron de sufrir un declive catastrófico que las hizo desaparecer casi por completo. Una posible explicación sería la catástrofe demográfica en América tras la llegada de los europeos, que pudo mermar dramáticamente una población no inmunizada contra las enfermedades europeas. Otra teoría afirma que los pueblos indígenas se vieron forzados a adoptar una vida nómada para protegerse del colonialismo. Eligieron así sacrificar los beneficios de la terra preta, la cual les obligaba a ser sedentarios, y pasaron entonces a la técnica de la «tala y quema».
En cualquier caso, las civilizaciones amazónicas no han dejado restos de grandes edificios, probablemente porque construían en madera al ser la piedra y los metales escasos en la Amazonia.

### Regeneración biológica
El geógrafo William Woods afirma haber descubierto al menos un caso en el que la terra preta parece ser capaz de regenerarse con el tiempo. En una finca de Brasil los campesinos extraen la tierra negra para venderla como abono a las explotaciones vecinas pero se han dado cuenta de que, si dejan una capa de unos 20 cm (centímetros) en el suelo, al cabo de 20 años el estrato de terra preta vuelve a alcanzar su espesor inicial. Woods cree que este fenómeno podría ser debido a los microorganismos que habitan en la terra preta. Sin embargo esta supuesta capacidad auto-regenerativa no ha sido confirmada de momento por otras observaciones.

### Otras teorías
Desde el descubrimiento de la terra preta en el siglo XIX se han formulado diversas teorías sobre su posible origen, entre ellas las siguientes:
- Producto de los volcanes de los Andes (Camargo, 1941).
- Sedimentación de lagos recientes (Cunha-Franco, 1962).
- Sedimentación de lagos del Terciario (Falesi, 1974).

Hoy en día estas teorías se consideran erróneas y han sido abandonadas en favor de la teoría del origen antropogénico.

## Historia de su descubrimiento
Los primeros investigadores occidentales en describir una tierra amazónica oscura, muy fértil y con abundantes fragmentos de cerámica fueron James Orton (1870), Charles Hartt (1874) y Herbert Smith (1879). El hallazgo quedó en mera curiosidad porque en esta época se suponía que toda la Amazonia debía ser fértil, dado que estaba cubierta por un enorme bosque. Esta errónea idea se perpetuó hasta la segunda mitad del siglo XX y fue en parte culpable de que el gobierno brasileño lanzase campañas de colonización agrícola de la región amazónica, que resultaron en fracasos económicos y medioambientales.
La existencia de la terra preta fue relativamente ignorada hasta finales del siglo XX. En 1980, Nigel J.H. Smith publicó un artículo en el que resumía los hallazgos sobre este tipo de suelos y concluía que eran de origen antropogénico y que en el pasado podían haber alimentado a una gran cantidad de población. Sin embargo, el trabajo de Smith fue prácticamente ignorado por la comunidad científica. En 1996, el prestigioso pedólogo holandés Wim Sombroek, que estaba fascinado con la terra preta desde su tesis doctoral sobre los suelos amazónicos en 1963, se instaló en Manaos para dirigir un proyecto ecológico financiado por el Banco Mundial. Sombroek se dedicó a promover activamente la divulgación y la investigación científica sobre el tema, creando la asociación Terra Preta Nova (2001) y colaborando en la organización del primer simposio internacional sobre el tema en 2002.
A partir de esos años el concepto de terra preta se popularizó también entre el gran público gracias a los artículos del divulgador Charles C. Mann en Science (2000 y 2002) y al documental The Secret of El Dorado (2002). Desde entonces se ha venido desarrollando una amplia investigación multidisciplinar sobre el tema.

## Aplicaciones actuales y futuras
La FAO ha analizado las implicaciones productivas y culturales de la terra preta y ha sugerido que la misma podría servir de base para desarrollar nuevos modelos de agricultura sostenible en la actualidad. Sin embargo, para poder generar suelos de las mismas cualidades, se necesita mejorar la comprensión de los procesos que intervienen en su formación.
La terra preta contiene más carbono que el suelo amazónico normal (150 gramos de carbono por kilogramo de suelo frente a 20-30 para el normal) y además sus estratos son muchos más espesos. Por ello, la cantidad de carbono almacenada en una hectárea de terra preta es mucho mayor que la de una hectárea de suelo normal. Dado que el almacenamiento de carbono en el suelo es uno de los mecanismos clave para la reducción de la concentración de CO2 en la atmósfera, la producción y uso de terra preta podría convertirse en un medio significativo para luchar contra el efecto invernadero, además naturalmente de aumentar la productividad agrícola.
Otra ventaja que podría aportar la terra preta sería una reducción de la contaminación del agua potable por nitratos, actualmente debida al uso excesivo de fertilizantes.
Sin embargo, está resultando difícil recrear terra preta con la tecnología actual (2008). Los experimentos muestran que no basta con fabricar carbón vegetal y añadirle excrementos animales, ya que en ese caso la fertilidad declina a partir de la tercera cosecha mientras que la productividad de la auténtica terra preta se mantiene estable.Entre las empresas que actualmente tratan de sintetizar terra preta se encuentran Dynamotive Energy Systems, Best Energies y Eprida.

### En español
- Terras Pretas del Amazonas: Distribución y Características Generales, en el blog Un Universo invisible bajo nuestros piesde Juan José Ibáñez
- Andrade, Angela (1983). Estudio arqueológico de los antrosoles de Arracuara (Amazonas), Biblioteca Luis Ángel Arango

### En inglés
- «Eprida Home Page». Archivado desde el original el 19 de mayo de 2006. Consultado el 8 de mayo de 2006.
- «Terra Preta». Hypography discussion forum. Archivado desde el original el 11 de marzo de 2007. Consultado el 8 de mayo de 2006.
- «Putting the carbon back: Black is the new green». Nature. Consultado el 20 de septiembre de 2006.
- «Terra Preta Discussion List». Consultado el 22 de enero de 2007.
- Bechtold, G.: «Research work, thesis about Terra Preta». in Belterra, Pará. Consultado el 6 de febrero de 2007.
- Michael Tennesen (2007). "Black Gold of the Amazon", in Discover Magazine Vol. 28, N.º 04, abril de 2007. Last accessed March 2007.
- «Biochar.org». Consultado el 20 de abril de 2007.
- «Terra Preta Home Page». School of Geosciences and Geography (Universität Bayreuth). Archivado desde el original el 27 de abril de 2006. Consultado el 8 de mayo de 2006.
- Lehmann, J; Kern, D; Glaser, B; Woods, W: «Amazonian Dark Earths: Origin, Properties, Management». Archivado desde el original el 17 de septiembre de 2006. Consultado el 26 de septiembre de 2006.
- Glaser, B.; Woods, W: «Amazonian Dark Earths: Explorations in Space and Time». Consultado el 26 de septiembre de 2006.
- Artículo de Charles Mann escrito en marzo de 2002 que luego sirvió de base para su libro MANN, Charles C. (2005). 1491: New Revelations of the Americas Before Columbus. Nueva York: Knopf. ISBN 1-4000-3205-9.

- Datos: Q1807448
- Multimedia: Terra preta / Q1807448